# イオンディライト

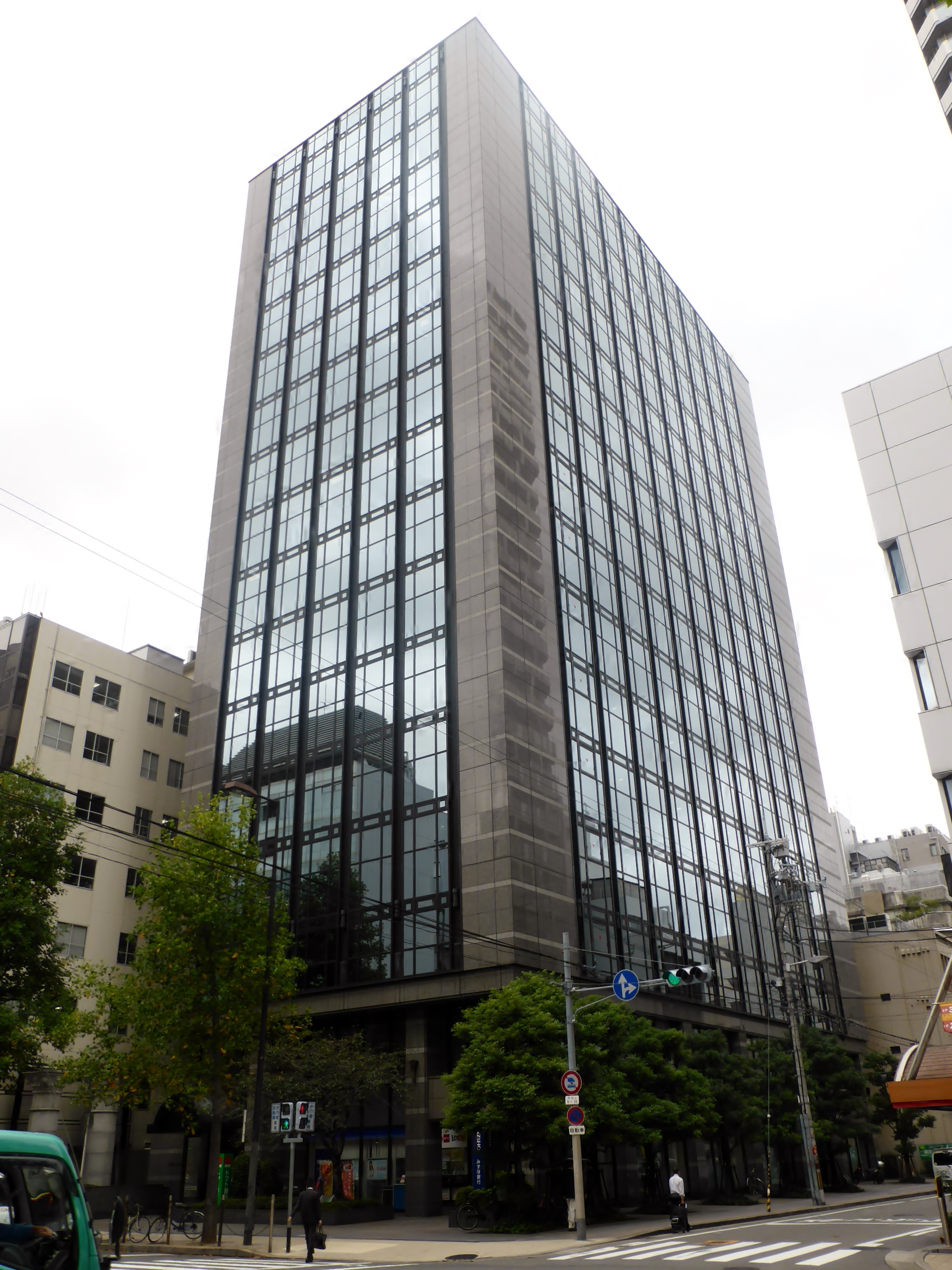
かつて本社が入居していた南船場ハートビル
本社東京移転後も登記上の本店所在地である。

イオンディライト株式会社（英: AEON DELIGHT CO., LTD.）は、IFM（インテグレーテッド・ファシリティマネジメント）事業を手掛けるイオングループの企業である。
マイカルの前身となった株式会社ニチイにより、1973年（昭和48年）4月6日に株式会社ニチイジャパン開発として設立され、1976年（昭和51年）2月29日に株式会社ニチイメンテナンス（1972年（昭和47年）11月16日設立）を吸収合併し、1976年（昭和51年）3月に株式会社ジャパンメンテナンスへ商号変更したのちにマイカルがイオンの子会社となったため、双方の重複事業再編により誕生した。

## 概要
2003年11月にマイカルがイオン株式会社（以下、イオン）の子会社となり、名実ともにイオングループ入りしたことを受け、2006年にマイカルとイオンの各子会社で重複する事業の整理を目的に再編が行われた。その一環として、元々イオングループ内でビル管理事業を行っていたイオンテクノサービスを2006年5月にジャパンメンテナンスが子会社化した後、同年9月1日付で吸収合併し、株式会社ジャパンメンテナンスは、イオンディライト株式会社へと商号変更した。
再編対象となったマイカルグループのほとんどの会社は、イオンのグループ会社に子会社化された後に吸収合併されているのに対し、当社はイオンのグループ会社を子会社化した後に吸収合併した点に違いがある。これは旧マイカル系のジャパンメンテナンスの方が、イオンテクノサービスよりも売上規模等で大きかったことを意味する。なお、マイカルのグループ会社が合併時の存続会社となったケースは、イオンリテールがマイカルを吸収合併した後にも見られ、製パン事業のマイカルカンテボーレは2011年3月にイオンベーカリーシステムを吸収合併してイオンベーカリーへ商号変更。また既にイオンの完全子会社となっていたワーナー・マイカルは2013年7月にイオンシネマズを吸収合併してイオンエンターテイメントへ商号変更している。
2010年9月には同じイオングループにおいてバックオフィスサポート事業を手掛けていたチェルトを吸収合併。同社が行っていた事業を引き継ぎ、総合ファシリティマネジメントサービス業に転換した。なお、チェルトも同時期に行われたマイカルとイオンの子会社再編により、マイカル子会社のオートマックセールスを2006年4月に子会社化した後、同年8月に吸収合併していた。
2度の合併後も当社の筆頭株主はマイカルのままだったが、2011年3月のGMS再編に伴う吸収合併によってイオンリテールが筆頭株主となった。2019年2月にグループ内での株式の取得・売却によりイオンが当社の筆頭株主となり、2021年2月には株式譲渡が行われたことにより、イオンリテールが当社の株主ではなくなった。
2025年2月28日、イオンの完全子会社となることが同社から発表された。

## 沿革
- 1972年11月16日 - 株式会社ニチイメンテナンス設立。当初はメンテナンスと損害保険代理を業務としていた。
- 1976年
  - 2月 - 株式会社ニチイジャパン開発と合併。
  - 3月 - 株式会社ジャパンメンテナンスへ商号変更。
- 1978年11月2日 - 株式会社ジャパンメンテナンス北海道を設立。
- 1979年3月 - 株式会社ニチイ興産と合併し、建設資材と不動産仲介の販売業務を開始。
- 1981年3月 - 損害保険代理業務を株式会社エヌ・アイ・エーに営業譲渡。
- 1982年
  - 3月 - 信越地域と東北地域のビル管理業務を、1月に設立したジャパンメンテナンス信越とジャパンメンテナンス東北に譲渡。
- 1986年
  - 9月 - 九州地域のビル管理業務を７月に設立したジャパンメンテナンス九州に譲渡。
- 1995年9月29日 - 大阪証券取引所第2部上場。
- 1999年
  - 7月31日 - 東京証券取引所第2部上場。
- 2000年2月1日 - 東京証券取引所、大阪証券取引所第1部指定替え。
- 2001年6月 - 株式会社ジャパンメンテナンスアカデミー（現在のイオンディライトアカデミー株式会社）を設立。
- 2002年6月 - 株式会社ジャパンメンテナンス信越を吸収合併。
- 2004年
  - 3月 - 株式会社ジャパンメンテナンスセキュリティー（現：イオンディライトセキュリティ株式会社）を設立。
  - 6月1日 - 株式会社ジャパンメンテナンス東北を吸収合併。
  - 7月 - 株式会社あさひ銀行（現：りそな銀行）の子会社であったあさひ銀ビル管理株式会社の全株式を取得して子会社化、株式会社ジャパンメンテナンスセレス（後のイオンディライトセレス株式会社）へ商号変更。
  - 12月 - 株式会社タワーズの全株式を取得して子会社化、株式会社ジャパンメンテナンスタワーズ（後のイオンディライトタワーズ株式会社）へ商号変更。
- 2006年
  - 3月1日 - ジャパンメンテナンス北海道とジャパンメンテナンス九州を吸収合併。
  - 5月18日 - 株式会社イオンテクノサービスの全株式を取得し[8]、同社を完全子会社化。
  - 9月1日 - 株式会社イオンテクノサービスを吸収合併し、イオンディライト株式会社へ商号変更。
- 2007年
  - 5月10日 - エイ・ジー・サービス株式会社と資本・業務提携し、持分法適用関連会社化。
  - 11月20日 - 中国北京に永旺永楽(北京)物業管理有限公司（現・永旺永楽(北京)物業服務有限公司）を設立。
- 2008年
  - 3月5日 - 根本特殊化学と業務提携。
  - 10月1日 - 環境整備株式会社の株式の40%を取得して子会社化。
- 2009年4月1日 - 株式会社ドゥサービスの株式の40%を取得して子会社化。
- 2010年
  - 2月1日 - 滋賀県長浜市に研究・研修施設「イオンディライトアカデミーながはま」を竣工。同年3月に本格稼動を開始。
  - 6月1日 - 子会社のイオンディライトセレス株式会社とイオンディライトタワーズ株式会社から事業譲受。
  - 9月1日 - イオングループのバックオフィスサポート事業を手がけるチェルト株式会社を吸収合併。総合ファシリティマネジメントサービス企業となる。
- 2011年
  - 3月1日 - GMS事業再編による吸収合併に伴い、筆頭株主が株式会社マイカルからイオンリテール株式会社に変更。
  - 4月28日 - 家事支援サービスを手掛ける株式会社カジタクの株式の90%を取得して連結子会社化。
  - 5月16日 - エイ・ジー・サービス株式会社の株式を追加取得して連結子会社化。
  - 12月7日 - ヴィンキュラム ジャパン株式会社（当社の前身の一つであるジャパンメンテナンスと同じマイカルグループで情報システム事業を行っていたマイカルシステムズが前身で、現在の株式会社ヴィンクス）との合弁で、FMSソリューション株式会社を設立。
- 2012年
  - 4月 - 経済産業省の補助事業「エネルギー管理システム導入促進事業」におけるBEMSアグリゲータに登録される。
  - 8月 - 中国・天津市に永旺永楽泰達（天津）物業服務有限公司を設立。
  - 10月10日 - 同じイオングループで旅行サービス事業を展開するイオンコンパス株式会社（旧・ジャスベル株式会社）を第三者割当増資引受により子会社化。
  - 10月31日 - BPO（ビジネスプロセスアウトソーシング）事業を手掛ける株式会社ジェネラル・サービシーズの株式を取得し子会社化[9]。
  - 12月13日[10] - マンション向けインターネット接続会社である株式会社ファミリーネット・ジャパンとの共同出資でマンション管理サービスなどを手掛けるAライフサポート株式会社を設立。
  - 12月28日 - ベトナム・ホーチミン市に完全子会社としてAEON DELIGHT (VIETNAM) COMPANY LIMITEDを設立。
- 2013年
  - 7月 - 中国・武漢市で物流管理を行う武漢小竹物業管理有限公司の株式の一部を取得し連結子会社化。
  - 11月28日 - 株式会社リサイクルワン（現:株式会社レノバ）や他の企業との共同出資により、静岡県菊川市の石山地区と堀之内谷地区の遊休地を利用した太陽光発電の管理運用専門会社2社（株式会社菊川石山ソーラー、株式会社菊川堀之内谷ソーラー）を設立し、売電事業に着手することを発表[11]。
- 2015年
  - 2月1日 - 当社が管理運用専門会社の出資に携わった静岡県菊川市の大規模太陽光発電所（メガソーラー発電所）の営業運転を開始。[12]。
  - 10月1日 - グループ会社のイオントップバリュ株式会社と共同でディズニーデザインの自動販売機を開発し、関東地区の「イオン」を手始めに設置を開始[13]。
  - 12月17日 - J.フロント リテイリング株式会社のグループ会社で、百貨店を主としたビルメンテナンスや警備などを行う白青舎に対する株式公開買付けを行い、89%の株式を取得して子会社化[14][15]。
- 2016年
  - 1月26日 - 株式等売渡請求により株式会社白青舎を完全子会社化[16]。
  - 3月31日 - 日本国内におけるマンション管理事業を会社分割（簡易吸収分割）により株式会社穴吹ハウジングサービスへ継承[17]。
  - 12月1日 - 完全子会社のAライフサポート株式会社を吸収合併[10]。
- 2017年
  - 5月17日 - 同社の子会社で警備業を営むイオンディライトセキュリティ株式会社の男性職員が「宿直の仮眠は労働時間にあたる」などとして未払い残業代などの支払いを求めていた訴訟で、千葉地方裁判所が原告の請求をほぼ認める判決を出した。男性は同社で警備員として勤務し、東京都内や千葉市内のスーパーマーケットで警備に従事していた。同社は「判決の内容を精読し適切な対応をしたい」とコメントした[18]。
  - 6月1日 - FMSソリューション株式会社と、休眠中であったイオンディライトセレス株式会社を吸収合併[19][20]。
- 2018年
  - 4月27日 - 中国・上海市のIT企業である深蘭科技（上海）有限公司（ディープブルーテクノロジー）との合弁により、永旺永楽深蘭科技（上海）有限公司（イオンディライト ディープブルーテクノロジー）を設立[21]。
  - 5月 - 株式会社ユーコムの全株式を取得し、子会社化。
  - 11月1日 - 中国における連結子会社である永旺永楽（江蘇）物業服務有限公司と武漢小竹物業管理有限公司の持分を追加取得し、2社を完全子会社化[22]。
  - 12月11日 - 関係当局の認可を得たことにより、インドネシアの清掃事業会社であるPT Sinar Jernih Sarana（シナール ジャーニー サラナ）の株式の90%を取得して子会社化[23]。
- 2019年2月13日 - グループ会社内での当社株式の取得および売却により、イオン株式会社が当社の筆頭株主となる[24]。
- 2020年
  - 2月4日 - 子会社の株式会社カジタクの家事支援事業を会社分割（新設分割）によって分社化し、当社の100%子会社となるアクティア株式会社を設立[25]。これにより、株式会社カジタクは店舗支援事業に専念し、イオンディライトのグループ会社に列挙されなくなる。
  - 6月23日 - 子会社のKJS株式会社の店舗支援事業のうち、証明写真機事業を会社分割（新設分割）によって分社化し、同社の100%子会社としてKフォトイメージ株式会社を設立。KJS株式会社は同年6月30日付でKフォトイメージ株式会社の全株式を大日本印刷株式会社の100%子会社である株式会社DNPフォトイメージングジャパンへ譲渡。2021年4月1日付でKフォトイメージ株式会社は株式会社DNPフォトイメージングジャパンへ吸収合併された[26]。
  - 12月22日 - 連結子会社の株式会社ジェネラル・サービシーズの解散・清算を発表（必要な手続きが完了次第、2021年4月以降に清算結了となる）[27]。
- 2021年
  - 2月28日 - 完全子会社のKJS株式会社を吸収合併し、同社が行っていたコピー機事業を継承[28]。
  - 3月1日 -
    - 完全子会社の株式会社ユーコムを吸収合併[29]。
    - 連結子会社のエイ・ジー・サービス株式会社を存続会社として、同じく連結子会社の株式会社ドゥサービスを吸収合併し[30]、エイ・ジー・サービス株式会社はイオンディライトコネクト株式会社へ商号変更[31]。

  - 9月1日 - 本社を大阪府大阪市中央区の南船場ハートビルから、東京都千代田区の帝都神田ビルへ移転し、千葉県の幕張事務所と合わせて3ヶ所に分散されていた本社機能を集約[32]。
- 2022年
  - 4月4日 - 東京証券取引所の市場区分の見直しにより、東京証券取引所市場第一部からプライム市場に移行。
  - 10月4日 - 花王株式会社の子会社で業務向けの衛生管理事業を展開する花王プロフェッショナル・サービス株式会社との間で感染症リスクアセスメントサービスの開発に向けた協業を開始したことを発表[33]。
- 2023年
  - 4月27日 - 九州地方で清掃やビルメンテナンス業などを営む株式会社アスクメンテナンスの全株式を取得して完全子会社化[34]。
  - 9月1日 - アクティア株式会社の全株式をイオンリテール株式会社へ譲渡[35]。
- 2025年
  - 5月2日 - 親会社のイオンが株式公開買付けにより持株比率を86.40%に引き上げ[36]。

## 事件・不祥事

### 独占禁止法に基づく社名公表
2024年3月15日、公正取引委員会は「下請け企業との価格転嫁の交渉に適切に応じなかった企業名の公表」を行い、イオンディライトが該当企業であったことが判明した。

## 事業所
- 本社・主要事務所
  - 本社・関東支社：東京都千代田区神田錦町1-1-1 帝都神田ビル
  - 大阪事務所：大阪市中央区南船場2-3-2 南船場ハートビル5F〜7F
  - イオンタワー幕張事務所：千葉市美浜区中瀬1-5-1 イオンタワー11F
- 支社
  - 北海道支社：札幌市中央区北12条西23丁目5番地 SDC北12条ビル3F
  - 東北支社：仙台市宮城野区榴岡3-4-1 アゼリアヒルズ3F
  - 北陸信越支社：新潟市中央区笹口1-2 プラーカ2 7F
  - 東海支社：名古屋市中村区名駅5-25-1 愛三ビル3F
  - 関西支社：大阪市中央区南船場2-3-2 南船場ハートビル4F
  - 中四国支社：広島市南区段原南1-3-52 広島段原ショッピングセンター3F
  - 九州支社：福岡市博多区奈良屋町2-1 博多蔵本太田ビル3F

## グループ会社

### 日本国内
- イオンコンパス株式会社：旅行業、貸会議室事業
- イオンディライトアカデミー株式会社：人材育成事業
- イオンディライトセキュリティ株式会社：警備保安事業
- イオンディライトコネクト株式会社：中小型の商業施設を対象とした建設施工、設備管理、清掃、資材販売事業
- 環境整備株式会社：関東以北のエリアにおけるビルメンテナンス事業
- 株式会社白青舎：総合ビルメンテナンス事業
- 株式会社アスクメンテナンス：九州地方における清掃管理、設備管理、マンション管理、新築・リフォーム事業

### 海外
- 永旺永楽（中国）投資有限公司
- 永旺永楽服務管理集団有限公司：イオンディライト江蘇、中国の江蘇省を中心とした華東エリアを拠点とする総合ファシリティマネジメントサービス事業
- 武漢小竹物業管理有限公司：中国の湖北省・広東省を拠点とする総合ファシリティマネジメントサービス事業
- 永旺永楽（上海）物業服務有限公司：イオンディライト上海、中国国内企業へのIFMコンサル営業及び中国国内のグループ会社の管理総括・支援事業
- 浙江美特来物業管理有限公司
- 永旺永楽深蘭科技（上海）有限公司：イオンディライト ディープブルーテクノロジー、施設向けハードウェア整備並びに関連ソフトウェアの研究事業
- AEON DELIGHT(VIETNAM) CO., LTD.：イオンディライトベトナム、ベトナムにおける総合ファシリティマネジメントサービス事業
- AEON DELIGHT(MALAYSIA) SDN.BHD.：イオンディライトマレーシア、マレーシアを中心としたアセアン地域における総合ファシリティマネジメントサービス事業
- PT Siner Jernih Sarana：シナール ジャーニー サラナ、インドネシアにおける清掃事業

## 番組スポンサー
- 現在（2023年5月時点）[40]
  - 朝だ!生です旅サラダ（ABCテレビ制作・テレビ朝日系列）
  - RBC NEWS Link（RBC琉球放送）
- 過去
  - サンデープロジェクト → サンデーフロントライン（テレビ朝日）